# 2S40 Floks
2S40 Floks (russe : 2С40 Флокс)  est un mortier automoteur russe de 120 mm conçu par l'Institut central de recherche Burevestnik à Nijni Novgorod et produit par Uraltransmash à Omsk. Le design a été officiellement présenté pour la première fois lors du forum technique international de Moscou en 2016.
Le Floks a été créé dans le cadre du projet de recherche et développement Nabrosok (esquisse), qui suppose la création de nouveaux systèmes d'artillerie à des fins diverses (dont, entre autres, le 2S39 Magnolia, le 2S41 Drok, le 2S42 Lotus et le 2S43 Malva). Les travaux ont commencé en 2015 et utilisaient à l'origine un mortier monté 2S9 Nona. La construction combine les caractéristiques d'un mortier et d'un canon automoteur, lui permettant de toucher des cibles avec des obus traditionnels et des munitions HEAT. En 2022, la phase de test a été achevée et les véhicules ont été mis en production pour les forces armées de la fédération de Russie.

## Caractéristiques
Le Floks utilise le châssis à roues du camion Ural-63704-0010 dans une configuration 6x6, équipé d'un moteur diesel YaMZ-652 de 440 CV. Le choix d'un châssis à roues contredit ainsi les doctrines soviétique et russe qui avaient développé ses systèmes d'artillerie quasiment uniquement sur des châssis chenillés. Ce choix s'explique par la volonté des Russes d’offrir une plus grande mobilité à ses unités mais également réduire les coûts de production et la maintenance sur le terrain. Il dispose d'une cabine blindée pour protéger l'équipage contre les armes légères et les éclats d'obus, et le plancher du véhicule est capable de résister à l'explosion d'une charge de deux kilogrammes de TNT. L'équipement comprend également un système de protection contre les effets des armes de destruction massive. L'équipage est composé de quatre personnes : le commandant, le chauffeur et deux opérateurs d'armes.
Le véhicule est armé d'un mortier de calibre 120 mm 2A80 équipé d'un système de conduite de tir. Il n'est en aucun cas protégé de l'extérieur. Il peut tirer des obus de mortier standards ainsi que des obus de précision Kitolov-2M pour engager des cibles blindées. La portée dépend des munitions utilisées et se situe en moyenne entre 10 et 13 km avec une cadence de tir de 10 coups par minute. Le gros avantage du Floks est sa capacité en munitions qui est de 80 obus ce qui offre à un seul véhicule une capacité de destruction assez importante. Le véhicule est également armé d'un fusil-mitrailleur Kord de calibre 12,7 mm monté dans un module télécommandé sur le toit de la cabine et de lance-fumigènes PU-07.

## Utilisateurs
- Russie